# Sadarsa longipennis
Sadarsa longipennis är en fjärilsart som beskrevs av Moore 1882. Sadarsa longipennis ingår i släktet Sadarsa och familjen nattflyn. Inga underarter finns listade.

## Bildgalleri

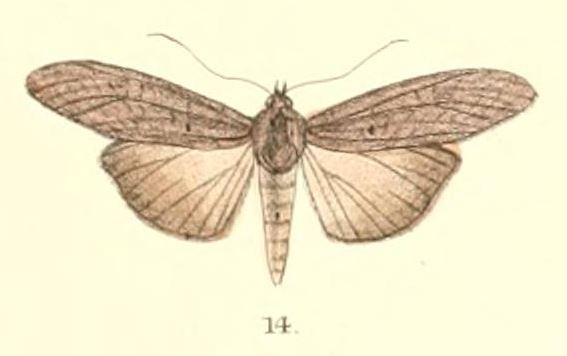